# Directoire d'Ukraine

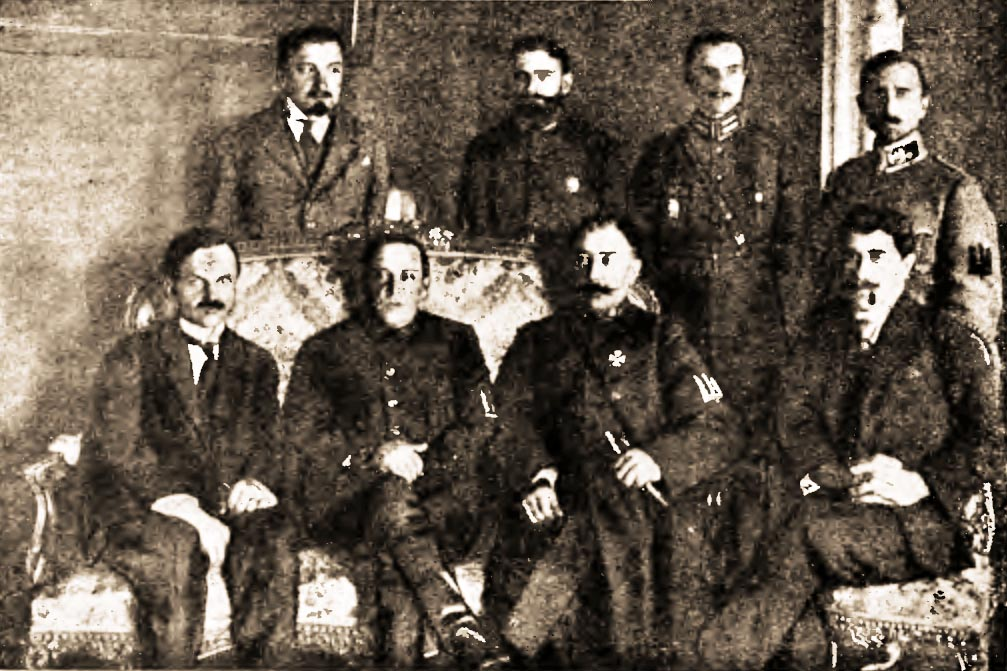
Le gouvernement du Directoire de la République populaire ukrainienne en 1920, au centre de la photo Simon Petlioura

Le Directorat, ou Directoire (ukrainien : Директорія, Dyrektoriya), est la seconde période, après celle de la Rada Centrale, de la République populaire ukrainienne. Il se forme en 1918 à la suite du soulèvement populaire contre l'Hetmanat de Pavlo Skoropadsky.

## Histoire
Le Directoire voit le jour le 14 novembre 1918 avec pour premier président Volodymyr Vynnytchenko. Ce  dernier est le représentant du  Parti ouvrier social-démocrate ukrainien. Son cabinet est notamment composé de Simon Petlioura, également membre du Parti ouvrier social-démocrate ukrainien et délégué de l'Unité des fusiliers de la Sitch, Fedir Shvets, en tant que représentant de l’association des paysans, Opanas Andryevsky, du Parti ukrainien des socialistes indépendantistes (UPSS) et d'Andry Makarenko, délégué des ouvriers des chemins de fer.
Le Directoire forma d’abord un gouvernement temporaire nommé le Conseil exécutif pour les affaires d'État avant que celui-ci ne soit remplacé le 26 décembre 1918 par le Conseil des ministres de la République nationale ukrainienne. Son président fut Volodymyr Tchekhivsky. Ce nouveau gouvernement abolit de nombreuses lois du gouvernement de Pavlo Skoropadsky et restitua la législation de la Rada Centrale. Les plus importantes de ces lois sont la redistribution des terres, l'ukrainien comme langue officielle, l'établissement d'une église orthodoxe autocéphale et la création d'un organe chargé des pouvoirs législatifs. En raison de l'état de guerre, cet organe donna le droit au Directoire d’agir comme le « pouvoir suprême et statuer des lois qui sont nécessaires pour la défense de la République » et attribua les pouvoirs exécutif aux ministres de la République populaire ukrainienne.
Le 5 février 1919 le gouvernement changea de résidence, passant de Kiev à Vinnytsia. Face à la situation chaotique du pays, Volodymyr Vynnytchenko démissionna du gouvernement et Simon Petlioura devint président le 11 février 1919. À la suite d'une réunion du Directoire et du Conseil des ministres le 15 novembre 1919 à Kamianets-Podilskyï, il fut décidé qu'Andry Makarenko et Fedir Shvets seraient chargés des affaires publiques. En leurs absences, l'autorité suprême dans les affaires de la République reviendrait à l'otaman Simon Petlioura, qui au nom du Directoire, confirmerait toutes les lois et les décrets adoptés par le Conseil des ministres. Le Directoire prend fin de manière exécutive localement en mars 1921 au partage de l'Ukraine entre la Russie et la Pologne. Après l'assassinat de Simon Petlioura le 25 mai 1926 à Paris, le pouvoir suprême de la République populaire ukrainienne passa à Andry Livytsky.

## Membres du Directoire
Vynnychenko a quitté le gouvernement le 10 février 1919 dans l'espoir que le Directoire établirait des pourparlers amicaux avec les représentants des Alliés de l'Entente tandis que Petlioura quitte le Parti ouvrier social-démocrate ukrainien, démontrant que le gouvernement ukrainien a changé son agenda politique  et n'était donc plus celui qui avait ratifié le Traité de Brest-Litovsk le 9 février 1918. Un nouveau premier ministre a été nommé, Serhi Ostapenko, qui dirige son gouvernement non socialiste à partir du 11 février 1919. Quand les pourparlers ont échoué, Ostaa été remplacé par Borys Martos le 9 avril 1919.
1. Volodymyr Vynnychenko (Esdek, Président; 14 novembre 1918[1] - 11 février 1919)[2]
2. Symon Petlioura (Esdek, délégué de l'Unité des fusiliers de la Sitch. Président, 11 février 1919 - 10 novembre 1920)[2]
3. Fedir Chvets (Membre indépendant, délégué de l'association des Paysans)[a 2]. Membre du Directoire, 13 novembre 1918 jusq'au 25 mai 1920.
4. Andryi Havrylovych Makarenko (uk) (Membre indépendant, délégué des travailleurs du chemin de fer)
5. Opanas Mykhailovych Andrievsky (uk) (UPSI)

- Shvets et Makarenko quittent le pays pour des Affaires d'État le 15 novembre 1919. Quand Petlioura leur demande le 21 mai 1920 de revenir, ils n'ont pas répondu et ont été exclus de leurs postes et obligations.
- Andrievsky quitte le Directoire à cause de l'affaire de l'Otaman Volodymyr Oskilko (29 avril 1919).
- Yevhen Petrouchevytch, le dictateur de la République populaire d'Ukraine occidentale, rejoint le Directoire en accord avec une résolution du Congrès ouvrier à la suite de l'union des deux États ukrainiens (22 janvier 1919), mais il n'a pas participé aux travaux du Directoire et a peut-être démissionné.

### Gouvernements
De décembre 1918 à novembre 1920 moment du départ en exil du Directoire, pas moins de cinq gouvernements ont existé. Entre le 15 décembre et le 25 décembre 1918 une confrontation a opposé le comité révolutionnaire de Kiev et le Conseil exécutif provisoire des Affaires d'État (TRZDS) de Vinnytsia. Il a fallu plusieurs semaines avant que le nouveau gouvernement ne soit formé. Le 26 décembre, il est dirigé par Volodymyr Tchekhivsky comme President du Conseil des Ministres du Peuple (en) (Premier ministre).
| Début      | Fin        | Premier ministre | Remarques |
| ---------- | ---------- | ---------------- | --------- |
| 26-12-1918 | 13-02-1919 | Tchekhivsky      |           |
| 13-02-1919 | 09-04-1919 | Ostapenko        |           |
| 09-04-1919 | 27-08-1919 | Martos           |           |
| 27-08-1919 | 26-05-1920 | Mazepa           |           |
| 26-05-1920 | 12-11-1920 | Prokopovytch     |           |

## Événements
- 14 décembre 1918, le Directoire s'installe à Kiev[6]
- 5 février 1919, le Directoire perd Kiev occupée par l'armée bolchevik[7]
- Fin août 1919, le Directoire se réinstalle provisoirement à Kiev[8]